# ハリエット・コーエン
ハリエット・パール・アリス・コーエン（Harriet Pearl Alice Cohen, 1895年12月2日 - 1967年11月13日）は、イギリスのピアニスト。
ロンドンでユダヤ人の家庭に生まれ、王立音楽アカデミーにてトバイアス・マッセイにピアノを師事した。ヴォーン・ウィリアムズのピアノ協奏曲を世界初演し（演奏至難のため後に2台のピアノのための協奏曲に改作された）、エルガーのピアノ五重奏曲をストラットン弦楽四重奏団と共に作曲者自身の監修で録音するなど、特にイギリス近現代音楽の分野で業績を残した。
コーエンのために曲を書いた作曲家も数多く、特に彼女の愛人でもあったアーノルド・バックスは、ピアノ曲の大半を献呈している。バックスがデイヴィッド・リーン監督の映画『オリヴァ・ツイスト』（1948年）のために書いた曲もコーエンに献呈された。1948年に彼女が右手の自由を失った後、バックスは『左手のためのピアノ・コンチェルタンテ』をコーエンに作曲した。
他にもバルトークが、ピアノ曲集『ミクロコスモス』の最後の6曲（「ブルガリアのリズムによる6つの舞曲」の名で知られる）をコーエンに献呈した。
コーエンは1938年に大英帝国勲章を受け、デイム（Dame）の称号で呼ばれるようになった。1951年には、彼女を記念してハリエット・コーエン国際音楽賞が創設された。
1967年、ロンドンで死去した。
2006年1月、コーエンの生涯を舞台化したミュージカル『最愛のターニア』（Dearest Tania）が初演された（ダンカン・ハニーバーン作、ルイーザ・クライン主演）。
同じくピアニストのマイラ・ヘス、アイリーン・シャラーとはいとこ同士にあたる（あらえびす『名曲決定盤』上巻p.256、中公文庫、1981年）。

## 自伝
- Harriet Cohen "A Bundle of Time: the Memoirs of Harriet Cohen"（1969年、ロンドン）